# Basileuterus belli
Basileuterus belli е вид птица от семейство Parulidae.

## Разпространение
Видът е разпространен в Салвадор, Гватемала, Хондурас и Мексико.